# Liste der Abgeordneten zum Salzburger Landtag (Herzogtum, 6. Wahlperiode)
Diese Liste der Abgeordneten zum Salzburger Landtag (Herzogtum, 6. Wahlperiode) listet alle Abgeordneten zum Salzburger Landtag des Herzogtums Salzburg in der 6. Wahlperiode auf. Die Angelobung der Abgeordneten erfolgte am 15. September 1884, wobei der Landtag 26 Abgeordnete umfasste. Dem Landtag gehörten dabei 5 Vertreter des „Großgrundbesitzes“ (GG), 2 Vertreter der Handelskammer (HGK), 10 Vertreter der Städte und Märkte (SM) und 8 Vertreter der Landgemeinden (LG). Hinzu kam die Virilstimme des Salzburger Erzbischofs.

## Sessionen
Die 6. Wahlperiode war in 6 Sessionen unterteilt:
- I. Session: vom 15. September 1884 bis zum 20. Oktober 1884 (12 Sitzungen)
- II. Session:
- III. Session: vom 9. Dezember 1886 bis zum 19. Jänner 1887 (10 Sitzungen)
- IV. Session: vom 24. November 1887 bis zum 22. Dezember 1887 (8 Sitzungen)
- V. Session: vom 10. September 1888 bis zum 8. Oktober 1888 (7 Sitzungen)
- VI. Session: vom 10. Oktober 1889 bis zum 14. November 1889 (9 Sitzungen)

## Landtagsabgeordnete
| Name                   | Wahlklasse  | Region                                                | Anmerkung                                                 |
| ---------------------- | ----------- | ----------------------------------------------------- | --------------------------------------------------------- |
| Biebl Rudolf           | SM          | Stadt Salzburg                                        |                                                           |
| Binggl Peter           | LG          | Tamsweg                                               | vor der IV. Session ausgeschieden                         |
| Brötzner Bartlmä       | GG          |                                                       |                                                           |
| Chorinsky Karl         | LG          | St. Johann                                            |                                                           |
| Czech Wenzl            | GG          |                                                       | vorzeitig ausgeschieden                                   |
| Eder Andrä             | LG          | Zell am See                                           |                                                           |
| Eder Franz Albert      | Virilstimme |                                                       |                                                           |
| Eisl Andrä             | GG          |                                                       | am 10. Oktober 1889 für Michael Gmachl angelobt           |
| Fuchs Viktor           | LG          | Zell am See                                           |                                                           |
| Gmachl Michael         | GG          |                                                       | am 4. April 1889 verstorben                               |
| Gruber Georg           | GG          |                                                       |                                                           |
| Gruber Josef           | GG          |                                                       | vermutlich in der II. Session statt Wenzel Czech angelobt |
| Harrer Ignaz           | SM          | Stadt Salzburg                                        |                                                           |
| Höttl Josef            | SM          | St. Johann, Werfen, Gastein, St. Veit, Wagrain        |                                                           |
| Hueber Eduard          | SM          | Stadt Salzburg                                        | Mandatsverzicht von der VI. Session                       |
| Keil Franz             | HGK         |                                                       |                                                           |
| Lackner Johann         | LG          | St. Johann                                            |                                                           |
| Lienbacher Georg       | SM          | Golling, Kuchl, Abtenau                               |                                                           |
| Lindner Mathias        | LG          | Salzburg                                              |                                                           |
| Meisinger Adolf        | SM          | Neumarkt, Seekirchen, Straßwalchen, Oberndorf         |                                                           |
| Moser Johann           | LG          | Tamsweg                                               | am 6. Dezember 1887 für Peter Binggl angelobt             |
| Neumayer Mathias       | GG          |                                                       | erst am 16. September 1884 angelobt                       |
| Oedl Alois             | SM          | Hallein                                               |                                                           |
| Reschreiter Markus     | LG          | Salzburg                                              |                                                           |
| Rottmayer Josef        | SM          | Zell am See, Saalfelden, Mittersill, Lofer, Taxenbach |                                                           |
| Schnug Josef           | SM          | Tamsweg, St. Michael, Mauterndorf                     |                                                           |
| Schumacher Albert      | SM          | Stadt Salzburg                                        | am 10. Oktober 1889 für Eduard Hueber angelobt            |
| Schwer Josef Alexander | LG          | Salzburg                                              |                                                           |
| Spängler Rudolf        | HGK         |                                                       |                                                           |
| Winkler Alois          | SM          | Radstadt                                              |                                                           |